# Assumpció de rol
Dictada clínicament, i després de Ralph H. Turner, l'assumpció de rol és un procés d'anticipar i visualitzar el comportament motivat per un paper social imputat. Des del nen que juga a ser "una mare" per al joc adult en ser "un agent de la policia", l'assumpció de rol és una característica omnipresent de la vida social. Això contradiu la definició inicial, però amb considerable complexitat teòrica i, més encara empírica. L'ímpetu original de concebre el paper pren com una característica primària de la vida social que es troba en la pragmàtica psicologia social de George Herbert Mead. Segons l'opinió de Mead, la societat s'entén millor no com qualsevol tipus d'objecte orgànic o mecànic, sinó com un univers simbòlic de composició oberta creat i recreat a través de la interacció simbòlica en curs, emergents, i en última instància indeterminat. Aquesta constant (encara que en general subtilment) canviant mitjana univers simbòlic totes les facetes de l'experiència humana, com en el títol de la seva obra més famosa col·lecció de conferències: La ment, el jo i la societat (1934). Per Mead, el procés de "prendre el paper de l'altra" no és cap procés simple.